# Wyrażenie arytmetyczne
Wyrażenie arytmetyczne – w językach programowania dowolne wyrażenie typu liczbowego. Może być ono złożone ze zmiennych, liczb, funkcji, symboli działań itp.
W matematyce podobne znaczenie (choć bez możliwości użycia funkcji) ma pojęcie wyrażenia algebraicznego. Niektórzy uważają, że wyrażenie arytmetyczne to wyrażenie matematyczne, które w odróżnieniu od wyrażenia algebraicznego, nie zawiera zmiennych, tylko stałe. Jeszcze inni uznają wyrażenie arytmetyczne za synonim wyrażenia algebraicznego.